# Botryosphaeria dothidea
Espèce
Synonymes
- Botryosphaeria berengeriana de Notaris[2]
- Camarosporium dalmaticum  Zachos & Tzavella-Klonari[2]
- Caumadothis dothidea (Moug.) Petr.[3]
- Dothiorella mali var. fructans Dearn.[3]
- Fusicoccum aesculi Corda[2]
- Phoma dalmatica (von Thümen) Saccardo[2]
- Sphaeria dothidea Moug. ex Fr.[3] (basionyme)
- Xyloma rosae Schleich. ex DC.[1]

Botryosphaeria dothidea est une espèce de champignons du genre Botryosphaeria (famille des Botryosphaeriaceae), dont c'est l'espèce-type. La forme anamorphe est Fusicoccum aesculi Corda. C'est un champignon phytopathogène  à répartition cosmopolite, signalé dans tous les continents à l'exception de l'Antarctique et dont la présence a été confirmée sur plus de 24 genres de plantes-hôtes, y compris des plantes ligneuses, telles que Acacia (ou Vachellia), Eucalyptus, Vitis et Pistacia. Les symptômes induits sont variés : chancres des branches et des tiges, dépérissement, pourriture des fruits, et à l'extrême mort des plantes,,. Botryosphaeria dothidea a été identifié sur un certain nombre de plantes ligneuses, incluant la vigne, les manguiers, l'eucalyptus et les chênes. Il a été observé récemment en région méditerranéenne française sur les oliviers. Il s'attaque à l'olive (fruit).
Comme d'autres espèces de la famille des Botryosphaeriaceae, Botryosphaeria dothidea a  été longtemps considéré comme un agent pathogène infectant les plaies. Cependant ce champignon est désormais reconnu principalement comme un endophyte qui infecte les tissus sains des plantes ligneuses sans provoquer un quelconque symptôme. Il reste ainsi dormant jusqu'à l'apparition des conditions de stress qui mettent fin à cette phase latente du cycle de vie complexe de ce champignon. 
Botryosphaeria dothidea peut être infecté par des mycovirus susceptibles de provoquer une hypovirulence du champignon, notamment le BdCV1, Botryosphaeria dothidea chrysovirus 1  (famille des Chrysoviridae) et le BdPV1, Botryosphaeria dothidea partitivirus 1 (famille des Partitiviridae). Des études sont en cours en vue d'évaluer la possibilité d'utiliser ces virus dans la lutte biologique contre la pourriture annulaire du poirier. 

## Taxinomie
L'espèce a été décrite en premier par Jean-Baptiste Mougeot sous le nom de Sphaeria dothidea et publiée en 1823 dans Systema Mycologicum (Lundae) 2(2): 423, puis renommée sous son nom actuel par Vincenzo de Cesati & Giuseppe De Notaris  et publiée en 1863 dans Commentario Della Società Crittogamologica Italiana 1(fasc. 4): 212.  

## Morphologie
Les ascospores de Botryosphaeria dothidea sont unicellulaires, hyalines, de 17 à 22 mm de longueur et fusoïdes à ovoïdes, aux extrémités effilées. Les conidies sont unicellulaires, étroitement ou irrégulièrement fusiformes aux extrémités arrondies. Les conidies, également de 17 à 22 mm de long, sont hyalines et forment rarement un septum avant la germination. 
En culture, les colonies sont olivacées, devenant gris foncé et noir à l'envers à mesure que la colonie vieillit. Le tapis mycélien est moyennement dense avec des marges lisses. Les pycnides produites sur de la gélose à l'eau et des brindilles-hôtes stérilisées ou sur des aiguilles de pin sont solitaires, globuleuses et couvertes de mycélium. Les pycnides présentent une seule ostiole au contenu blanc à crémeux. Les conidies sont similaires à celles produites dans la nature, sauf qu'elles mesurent de 20 à 30 mm de longueur et sont plus étroitement fusiformes. 
Ces caractéristiques morphologiques, variables selon les isolats, ont joué un rôle important dans l'identification des champignons dans le passé, mais ne sont plus utilisées couramment dans l'identification de Botryosphaeria dothidea, laissant la place à une identification basée sur l'ADN.

## Symptômes
Les symptômes de l'infection par Botryosphaeria dothidea sont principalement des chancres des rameaux, des branches, des tiges et des troncs, le dépérissement des cimes et des branches, la pourriture des fruits, le bleuissement ou, dans les cas extrêmes, la mort de la plante-hôte .
Bien que l'association de Botryosphaeria dothidea avec ce type de symptômes avant 2004 reste incertain en raison de la confusion taxinomique qui régnait, des études plus récentes ont permis de lier Botryosphaeria dothidea à des symptômes similaires sur une grande diversité variété de plantes-hôtes. Ces symptômes incluent notamment la pourriture annulaire ou pourriture blanche du pommier, la pourriture des fruits de l'olivier (dalmaticose), la maladie du bois de la vigne, la gommose de l'abricotier, les taches foliaires et lésions sur les plantes horticoles (rhododendron, rosier, etc.), le chancre de l'amandier, le dépérissement du séquoia géant, ainsi que le dépérissement et le chancre de la tige observés sur l'acacia, l'eucalyptus, le charme-houblon, le pin , le manguier, le peuplier et les arbres fruitiers à noyaux. De nombreuses autres associations d'hôtes et de symptômes spécifiques ont été signalés, mais non confirmés par des données génétiques.